# Ctenogobiops aurocingulus
Ctenogobiops aurocingulus är en fiskart som först beskrevs av Herre, 1935.  Ctenogobiops aurocingulus ingår i släktet Ctenogobiops och familjen smörbultsfiskar. Inga underarter finns listade i Catalogue of Life.